# Gießgraben
Gießgraben är ett periodiskt vattendrag i Österrike.   Det ligger i förbundslandet Niederösterreich, i den nordöstra delen av landet, 40 km nordväst om huvudstaden Wien.
Trakten runt Gießgraben består till största delen av jordbruksmark. Runt Gießgraben är det ganska tätbefolkat, med 104 invånare per kvadratkilometer.